# Ленино (Московская область)
Ле́нино — деревня в Истринском районе Московской области, Населённый пункт воинской доблести. Входит в состав муниципального образования «городское поселение Снегири». Находится на 42-м километре Волоколамского шоссе, близ посёлка городского типа Снегири, где расположен Ленино-Снегирёвский музей. Население — 404 чел. (2010).

## Население
| 2002 | 2006 | 2010 |
| ---- | ---- | ---- |
| 419  | ↘381 | ↗404 |

## История
Историческое название деревни — Лупиха.
В годы Великой Отечественной войны в Ленино располагался полевой госпиталь.
Под этим населённым пунктом происходила серия ожесточённых боёв после подхода войск Вермахта и СС к Москве. Зимой 1941 года немецко-фашистские захватчики стояли под деревней Ленино. Здесь сражались солдаты немецкой дивизии СС «Дас Райх» и полки Афанасия Белобородова (78-я стрелковая дивизия). В середине ноября 1941 года Немецкие войска наносили в этом районе удар силами 10-й танковой и моторизованной дивизий СС «Рейх», 252-й и 87-й пехотных дивизий вдоль Волоколамского шоссе . В боях советские войска удержали этот рубеж, а позднее перешли в наступление.
В ноябре 1941 года в полевой госпиталь, расположенный в деревне, приезжал И. В. Сталин и провёл беседу с ранеными бойцами.

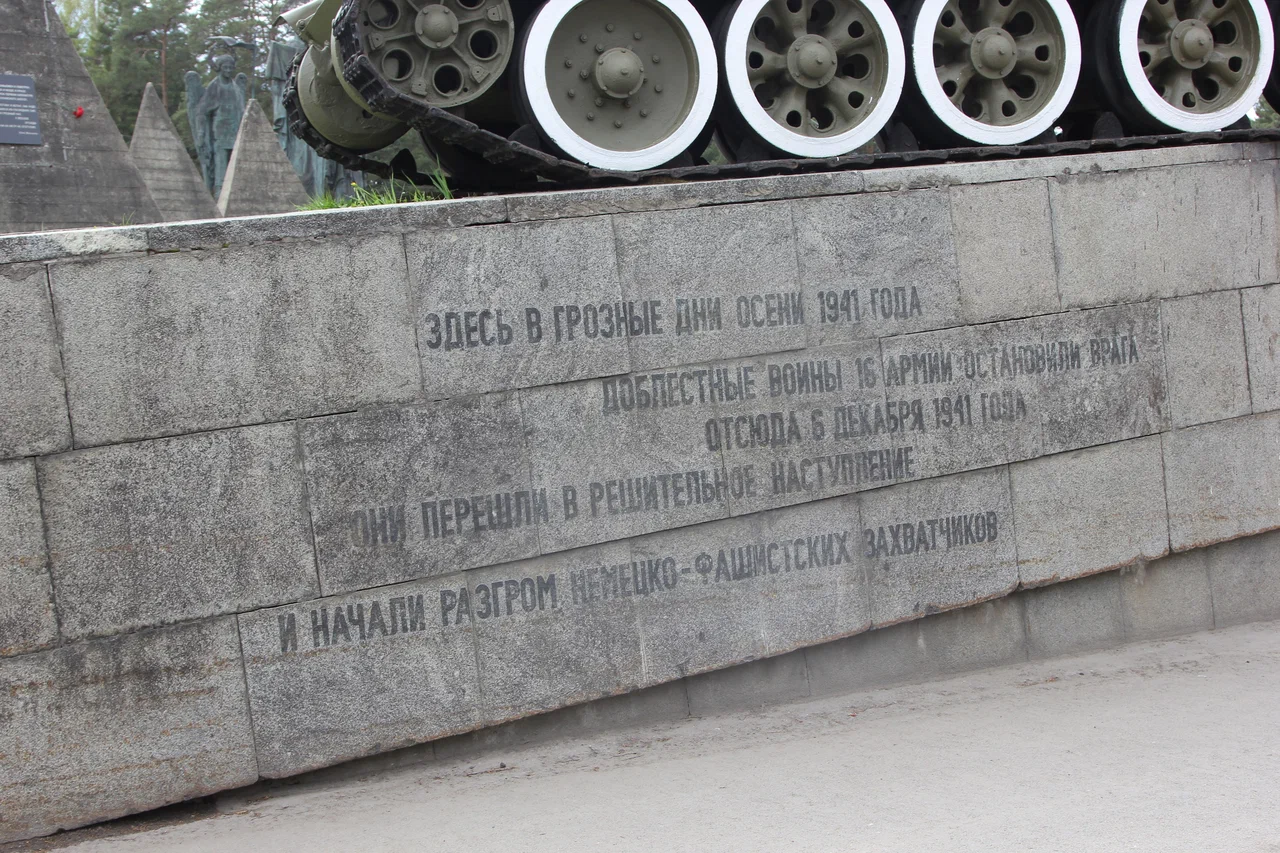
Постамент под памятником T-34-85

9 мая 1967 года на 42-м километре Волоколамского шоссе был открыт мемориал. На платформе установлен танк Т-34-85 и бетонные пирамиды-надолбы. Надпись на гранитном постаменте: «Здесь в грозные дни осени 1941 года доблестные воины 16-й армии остановили врага. Отсюда в декабре 1941 года они перешли в решительное наступление и начали разгром немецко-фашистских захватчиков». Авторы мемориала — архитектор С. Некрасов, инженер Р. Несвижская.
В тот же день был открыт Ленино-Снегиревский народный музей. Создателями музея выступили местные жители, активисты Л. М. Смирнова, В. А. Самойлова, А. Н. Антонова и В. Ф. Шперк. Помощь в создании оказали учащиеся снегирёвской средней и восьмилетней школы. Экспонаты были расположены в трех залах: первый был посвящен начальному периоду Великой Отечественной войны, во втором зале был расположен стенд Победы, в третьем были размещены стенды и экспонаты, рассказывающие о жизни района в послевоенные годы..
В 2017 году деревне присвоено звание Московской области «Населённый пункт воинской доблести».

## Достопримечательности
- Ленино-Снегирёвский военно-исторический музей
- Часовня Димитрия Солунского

## Память
- Братская могила советских воинов, погибших в годы Великой Отечественной войны 1941—1945 гг.[9]
- Памятный знак «Танк „Т-34“» воинам 16-й армии, установленный на рубеже контрнаступления советских войск.[10]
- Аллея павшим бойцам спецподразделений воевавших в Афганистане в 1979—1989 годах.[11]

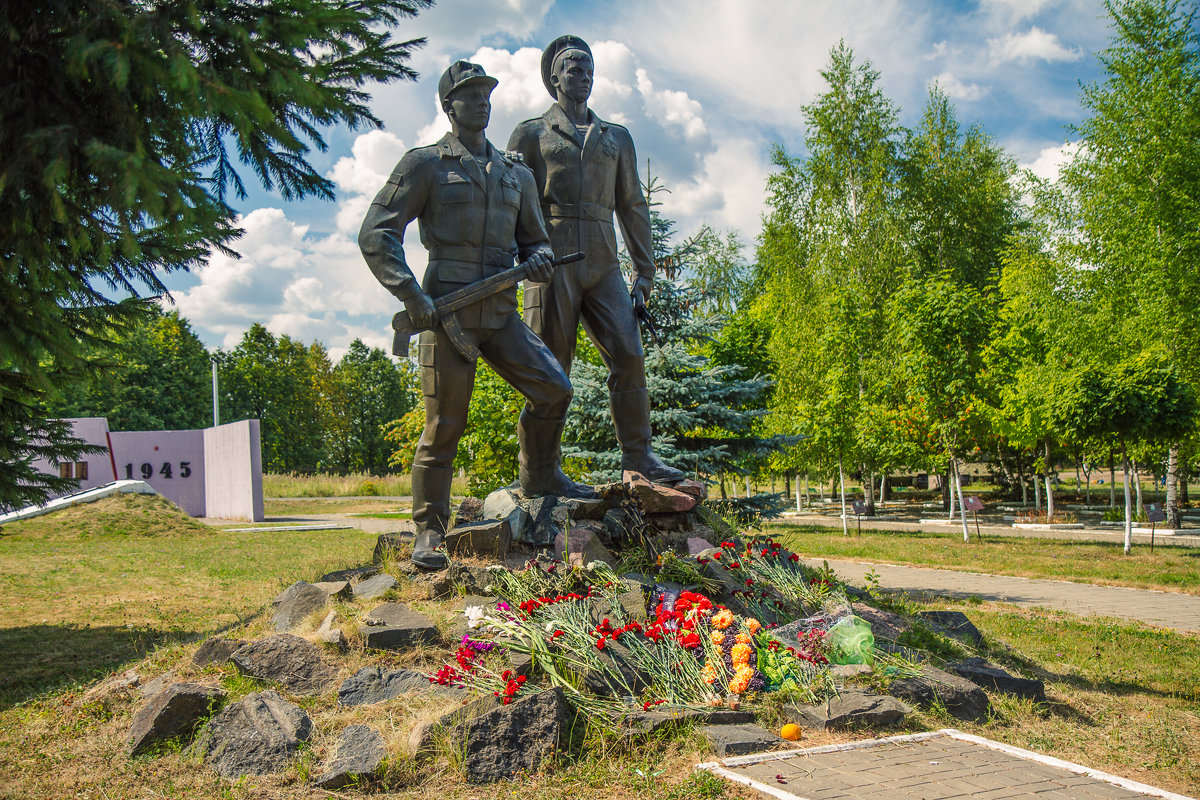
Памятник на Аллее павшим бойцам Афганистана